# 光叶蓼
光叶蓼（学名：Polygonum molle var. frondosum）为蓼科蓼属下的一个变种。